# Unia Afrykańska
Unia Afrykańska (UA) – organizacja międzynarodowa o charakterze politycznym, wojskowym i gospodarczym, zrzeszająca 55 państw afrykańskich. Powołana w miejsce Organizacji Jedności Afrykańskiej 9 lipca 2002 na szczycie w Durbanie. Jej siedzibą jest Addis Abeba.

## Historia
Powstanie UA wiąże się z dążeniami części afrykańskich przywódców do pogłębienia integracji celem głębszej realizacji idei panafrykanizmu. Podczas szczytu OJA w Algierze w dniach 12–14 lipca 1999 Mu’ammar al-Kaddafi oświadczył, że w jego opinii OJA wyczerpała swą przydatność i należy w jej miejsce powołać organizację zdolną zapewnić przyspieszenie integracji. Przypomniał też ideę budowy Stanów Zjednoczonych Afryki, jednak przez większość przywódców została ona uznana za zbyt daleko idącą. Zaakceptowano jednak potrzebę ustanowienia współpracy na nowych zasadach. 11 lipca 2000 roku w Lomé odbyło się posiedzenie Zgromadzenia Szefów Państw i Rządów OJA, w czasie którego podpisano statut nowej organizacji. 26 maja 2001 roku Akt Ustanawiający Unię Afrykańską wszedł w życie. 4 lipca 2002 był ostatnim dniem funkcjonowania OJA – od 9 lipca jej zadania przejęła Unia Afrykańska.

## Cele i zadania
Plan rozwoju Unii Afrykańskiej został zawarty w dokumencie Agenda 2063. Przewiduje on:
- promować zasady i instytucje demokratyczne (w odróżnieniu od OJA, nazywaną potocznie klubem dyktatorów);
- w większym stopniu chronić prawa człowieka na kontynencie afrykańskim;
- wprowadzić mechanizmy wywierania wzajemnego wpływu, mające zakończyć konflikty zbrojne, a w przyszłości im zapobiegać;
- stworzyć i podtrzymywać ogólnokontynentalny rynek zbytu (wzorem ogólnoświatowego trendu do formowania dużych bloków gospodarczych);
- ograniczyć wymianę handlową z byłymi potęgami kolonialnymi na rzecz wymiany wewnątrz kontynentu (wyjście z uzależnienia);
- walka z nędzą i korupcją;
- dalsza integracja polityczno-gospodarcza kontynentu

W państwach członkowskich trwają procesy legislacyjne w celu ustanowienia Afrykańskiego Banku Inwestycyjnego, panafrykańskiej giełdy papierów wartościowych, wspólnego banku centralnego i funduszu walutowego. Planowane jest utworzenie jednolitego rynku usług cyfrowych. Zwieńczeniem integracji kontynentu ma być utworzenie Armii Afrykańskiej.

## Organy
- Zgromadzenie Unii
- Rada Wykonawcza
- Parlament Panafrykański
- Trybunał Sprawiedliwości
- Afrykański Trybunał Praw Człowieka i Ludów
- Komisja Unii Afrykańskiej
- Komitet Stałych Przedstawicieli
- Rada Ekonomiczna, Społeczna i Kulturalna
- Rada Pokoju i Bezpieczeństwa
- wyspecjalizowane komitety techniczne
- instytucje finansowe

## Osiągnięcia

### Rozwój ekonomiczny
W 2018 roku kraje unii podpisały umowę o Afrykańskiej Kontynentalnej Strefie Wolnego Handlu. Umowa obowiązuje od stycznia 2021 roku. Następnym planowanym krokiem na drodze do wspólnego rynku jest utworzenie unii celnej.
Trwa łagodzenie reżimu wizowego. Część państw wprowadziła możliwość nabycia wizy już po przybyciu do kraju (np. Nigeria). Ruch bezwizowy na kontynencie ma być możliwy dla posiadaczy paszportu afrykańskiego.

### Współpraca technologiczna
W 2025 powstała Afrykańska Agencja Kosmiczna odpowiedzialną za koordynację programów kosmicznych państw członkowskich. 

### Polityka bezpieczeństwa
Afrykańskie siły stabilizacyjne (ang. African Standby Forces, ASF) zostały utworzone w 2011 roku. Jest to formacja złożona z kontyngentów wojskowych, policyjnych i cywilnych. Składa się z 5 stałych brygad wielonarodowych, liczących razem 15 tysięcy żołnierzy. Brygada Ecowas stanowi jednocześnie siły pokojowe Wspólnoty Afryki Zachodniej. Artykuł 4 Aktu Założycielskiego UA pozwala na dokonanie interwencji w państwie unii, w przypadku popełnienia zbrodni wojennej, ludobójstwa lub zbrodni przeciwko ludzkości. ASF pełnią obecnie misje w Mali, Ugandzie, Sudanie Południowym i Republice Środkowoafrykańskiej.
22 państwa są powiązane sojuszem wojskowym. Kraje członkowskie zobowiązały się, indywidualnie bądź zbiorowo, przeciwstawić agresji na państwo unii używając wszelkich dostępnych środków.

### Ekologia
W 2007 organizacja zainicjowała powstanie Wielkiego Zielonego Muru, pasa zieleni odgraniczającego sawanny Sahelu od piasków Sahary.

## Relacje z państwami trzecimi
Unia Afrykańska ma swoich przedstawicieli w Narodach Zjednoczonych, Światowej Organizacji Handlu, Unii Europejskiej, Stanach Zjednoczonych oraz w Lidze Państw Arabskich. Należy do G20. W szczytach unii zazwyczaj bierze udział prezydent Palestyny. Instytucje Unii Europejskiej współpracują z ich odpowiednikami z Unii Afrykańskiej. UE wspiera finansowo projekty zwiazane z osiągnięciem przez kontynent celów zawartych w Agendzie 2030 na rzecz celów zrównoważonego rozwoju. Trwają rozmowy w celu pogłębienia relacji handlowych z Mercosur. UA ma zamiar dostać stałe miejsce w Radzie Bezpieczeństwa ONZ.

## Przewodnictwo

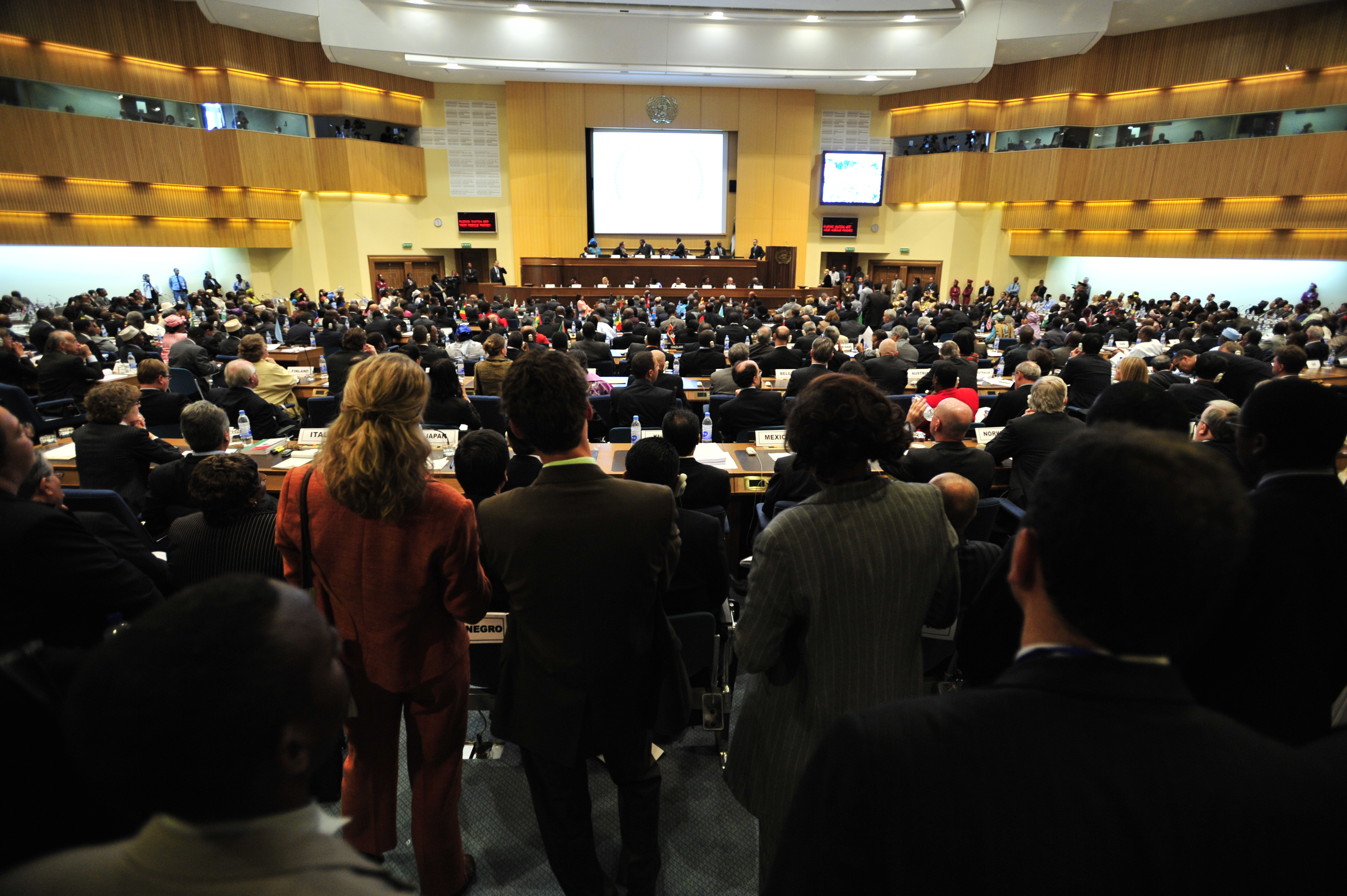
Sala plenarna w budynku Organizacji Narodów Zjednoczonych w Addis Abebie, gdzie odbywają się szczyty UA

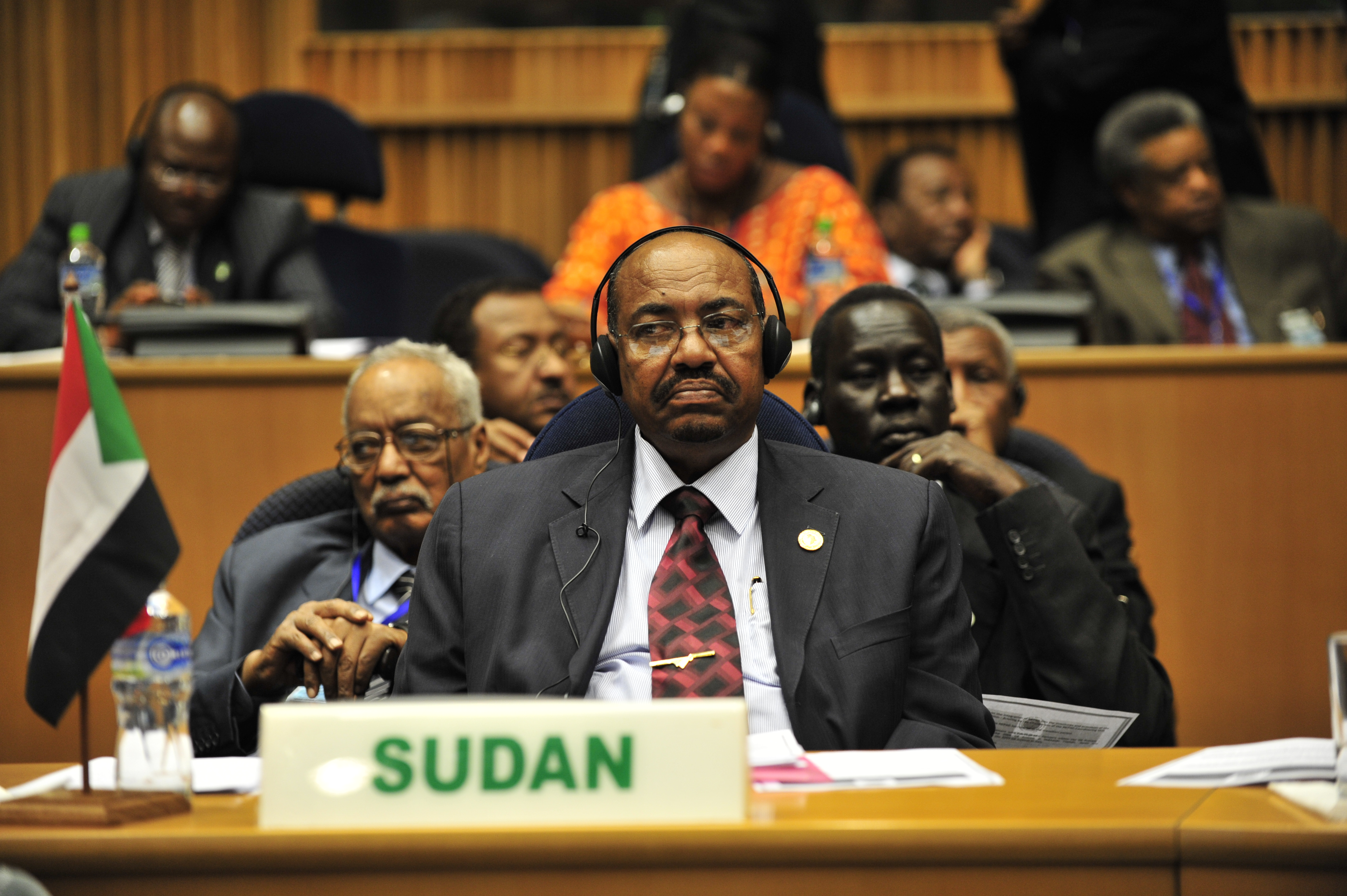
Prezydent Sudanu Umar al-Baszir podczas 12. szczytu UA, 31 stycznia 2009

| Przewodniczący                | Początek         | Koniec           | Państwo                       |
| ----------------------------- | ---------------- | ---------------- | ----------------------------- |
| Thabo Mbeki                   | 9 lipca 2002     | 10 lipca 2003    | Południowa Afryka             |
| Joaquim Chissano              | 10 lipca 2003    | 6 lipca 2004     | Mozambik                      |
| Olusẹgun Ọbasanjọ             | 6 lipca 2004     | 24 stycznia 2006 | Nigeria                       |
| Denis Sassou-Nguesso          | 24 stycznia 2006 | 29 stycznia 2007 | Kongo                         |
| John Kufuor                   | 29 stycznia 2007 | 31 stycznia 2008 | Ghana                         |
| Jakaya Kikwete                | 31 stycznia 2008 | 2 lutego 2009    | Tanzania                      |
| Muammar al-Kaddafi            | 2 lutego 2009    | 31 stycznia 2010 | Libia                         |
| Bingu wa Mutharika            | 31 stycznia 2010 | 31 stycznia 2011 | Malawi                        |
| Teodoro Obiang Nguema Mbasogo | 31 stycznia 2011 | 29 stycznia 2012 | Gwinea Równikowa              |
| Yayi Boni                     | 29 stycznia 2012 | 27 stycznia 2013 | Benin                         |
| Hajle Marjam Desalegne        | 27 stycznia 2013 | 30 stycznia 2014 | Etiopia                       |
| Muhammad uld Abd al-Aziz      | 30 stycznia 2014 | 30 stycznia 2015 | Mauretania                    |
| Robert Mugabe                 | 30 stycznia 2015 | 30 stycznia 2016 | Zimbabwe                      |
| Idriss Déby                   | 30 stycznia 2016 | 30 stycznia 2017 | Czad                          |
| Alpha Condé                   | 30 stycznia 2017 | 28 stycznia 2018 | Gwinea                        |
| Paul Kagame                   | 28 stycznia 2018 | 10 lutego 2019   | Rwanda                        |
| Abd al-Fattah as-Sisi         | 10 lutego 2019   | 10 lutego 2020   | Egipt                         |
| Cyril Ramaphosa               | 10 lutego 2020   | 6 lutego 2021    | Południowa Afryka             |
| Félix Tshisekedi              | 6 lutego 2021    | 5 lutego 2022    | Demokratyczna Republika Konga |
| Macky Sall                    | 5 lutego 2022    | 18 lutego 2023   | Senegal                       |
| Azali Assoumani               | 18 lutego 2023   | 17 lutego 2024   | Komory                        |
| Muhammad wuld al-Ghazwani     | 17 lutego 2024   | 15 lutego 2025   | Mauretania                    |
| João Lourenço                 | 15 lutego 2025   | nadal urzęduje   | Angola                        |

## Członkowie

### Państwa członkowskie
- Algieria
- Angola
- Benin
- Botswana
- Burkina Faso zawieszony od 31 stycznia 2022 z powodu zamachu stanu
- Burundi
- Czad
- Demokratyczna Republika Konga
- Dżibuti
- Egipt
- Erytrea
- Eswatini
- Etiopia
- Gabon
- Gambia
- Ghana
- Gwinea zawieszony od września 2021 z powodu zamachu stanu
- Gwinea Bissau
- Gwinea Równikowa
- Kamerun
- Kenia
- Komory
- Kongo
- Lesotho
- Liberia
- Libia
- Madagaskar
- Malawi
- Mali zawieszony od 1 czerwca 2021 z powodu zamachu stanu
- Maroko[22]
- Mauretania
- Mauritius
- Mozambik
- Namibia
- Niger zawieszony od 22 sierpnia 2023 z powodu zamachu stanu
- Nigeria
- Południowa Afryka
- Republika Środkowoafrykańska
- Republika Zielonego Przylądka
- Rwanda
- Sahara Zachodnia
- Senegal
- Seszele
- Sierra Leone
- Somalia
- Sudan zawieszony od 25 października 2021 z powodu zamachu stanu
- Sudan Południowy
- Tanzania
- Togo
- Tunezja
- Uganda
- Wybrzeże Kości Słoniowej
- Wyspy Świętego Tomasza i Książęca
- Zambia
- Zimbabwe

## Kultura i symbole
- Flaga - przedstawia mapę Afryki otoczoną przez 55 gwiazd odpowiadającym 55 krajom unii[23]
- Godło - Afryka otoczona liśćmi palmowymi, występuje w dokumentach i paszporcie afrykańskim
- Hymn - "Zjednoczmy się wszyscy i świętujmy razem"
- Dewiza - "Zjednoczona i Silna Afryka"[24]
- Dzień Afryki - obchodzony 25 maja w rocznicę powstania Organizacji Jedności Afrykańskiej
- Dzień Integracji Afryki - przypada 7 lipca[25]
- Igrzyska afrykańskie - organizowane co 4 lata od 1965 roku[26]